# Alberto Alcocer Torra
Alberto Alcocer Torra (Madrid, 17 de desembre de 1942) és un empresari i financer espanyol. Propietari, juntament amb el seu cosí Alberto Cortina Alcocer (d'aquí l'apel·latiu conjunt «Els Albertos»), d'Alcor Holding, una societat patrimonial propietària del 12,5% de ACS, la major constructora espanyola, i del 21% de la paperera ENCE.

## Biografia
Net de l'advocat i ex alcalde de Madrid Alberto Alcocer y Ribacoba i fill d'un agent de canvi i borsa, va estudiar Batxillerat en el Col·legi del Pilar de Madrid i es va llicenciar en dret per la Universitat Complutense de Madrid. En 1969 va contreure matrimoni en separació de béns amb Esther Koplowitz y Romero de Juseu. Després d'això, els cosins van començar a treballar en l'empresa Construcciones i Contratas, que havia fundat el pare d'ambdues, mort en accident en 1962.
En 1976, Alberto Alcocer era ja conseller delegat, aconseguint -al costat de Cortina- transformar una empresa que facturava entorn dels 1.000 milions de pessetes a l'any, en un grup de més de 30 societats, amb una facturació propera als 300.000 milions de pessetes.
El negoci impulsat en aquesta empresa per Cortina juntament amb Alcocer, qui van ser pioners de la diversificació de la construcció cap a altres sectors, es va multiplicar en 18 anys per més de 660 vegades, malgrat la gran crisi viscuda per l'economia espanyola entre 1973 i 1985, elevant el valor de Coycon des dels 450 milions de 1972 a més de 300.000 milions de pessetes.
En 1978 adquirien el 5% del Banc de Foment, pertanyent al Banc Central i, tres anys després, els cosins adquireixen algunes participacions en l'empresa de ciments Portland Valderrivas, que era propietat de Banesto. Arriben a controlar el 12% de la companyia i Alfonso Cortina, germà d'Alberto és nomenat president de la Companyia. En 1982, de nou al costat de Cortina, adquireix el Banc Saragossà i en 1987 s'introdueixen en els mitjans de comunicació a través del grup Estructura.
Un any més tard, al costat del Grup KIO (de Kuwait), al que van vendre la majoria de control de la societat Urbanor a canvi del 12% que el grup kuwaitià tenia al Banc Central (operació causant de l'espectacular revaloració de les accions d'Urbanor), creen la societat Cartera Central, de la qual és nomenat president en 1989. També aquest mateix any fou designat president de Construccione y Contratas. No obstant això, va presentar la seva dimissió el 5 de febrer de 1990, després d'una crisi conjugal.
Després de la seva separació matrimonial i mitjançant l'oportú acord, es va reservar el 30% del Banco Zaragozano, el 10% de la Corporació Financera Reunida (COFIR), el 5% de Canal Plus i el 100% de la Companyia Uniseguros. Al juny d'aquest any, de nou amb el seu cosí, és nomenat conseller del Banc Saragossà i tots dos constitueixen la societat Cartera Saragossana. Set anys després aconseguien sengles copresidències de l'entitat bancària, amb el 38,5% de les accions.
Però en el 2003 tots dos van haver de vendre la seva participació del control al Banco Zaragozano a Barclays perquè un dels seus socis a Urbanor, l'arquitecte Pedro Sentieri, a qui havien fet multimilionari, els va denunciar per estafa, donant lloc al cas Urbanor. L'any 2000 van ser absolts per l'Audiència Provincial de Madrid i en el 2003, en revisar la sentència i canviar la seva jurisprudència, el Tribunal Suprem els condemna a tres anys i quatre mesos de presó per sengles delictes d'estafa i falsedat en document mercantil en una operació de venda, en 1987, dels terrenys sobre els que es van construir les Torres KIO. La sentència va ser recorreguda en empara davant el Tribunal Constitucional d'Espanya per haver violat la tutela judicial efectiva de Cortina i Alcocer, i al juny va fer el mateix el Tribunal Suprem, atorgant-los el dret a recuperar els 50 milions d'euros pagats als seus exsocis com a indemnització, així com els interessos reportats en deu anys.
Setmanes després de l'absolució del cas Urbanor, la revista Forbes va incloure Alberto Alcocer entre les 1.000 majors fortunes del món, on des de llavors apareix tots els anys al costat de la seva exdona Esther Koplowitz, el seu cosí Alberto Cortina i la seva exdona Alicia Koplowitz. L'any 2010 va ser classificat com el número 828 entre els majors bilionaris d'arreu del món.
A finals del 2010, Alberto Alcocer ostenta, junt amb el seu cosí Cortina, el 14% del grup Actividades de Construcción y Servicios (ACS), així com el 21% de la societat industrial ENCE.

## Càrrecs
Ha estat membre dels següents Consells d'Administració, entre altres:
- President Executiu de Banco Zaragozano, S.A.
- Conseller d'AC Hotels.
- President d'Electronic Trading System, S.A.
- Conseller de Dragados.

Amb anterioritat, va ser membre dels següents Consells d'Administració:
- Conseller de Telefònica i membre de la Comissió Delegada
- Conseller de Telefònica Internacional (TISA)
- Conseller de TPI, S.A. i membre de la Comissió Delegada
- Conseller de Terra Networks i membre de la Comissió Delegada
- Conseller de Telefónica Argentina i Cointel, S. a.
- Conseller d'Autopista Basco-Aragonesa, C.I.S. a.
- Conseller Delegat de Construccions i Contractes, S. a. des de 1971 a 1989
- Conseller del Banc Central i membre de la seva Comissió Executiva
- Vicepresident de Banc Espanyol de Crèdit i membre de la seva Comissió Executiva
- Conseller de Portland Valderrivas, S. a. des de 1986 a 1992
- Conseller de NH Hoteles, S. a. des de 1989 a 1993
- Conseller de Corporació Financera Reunida, S.A. (COFIR) des de 1987 a 1992

El gener de 2007 presentà la seva dimissió al consell d'Administració de Terra.com.